# الینپورت، بخش هانتینگدان، پنسیلوانیا
الینپورت، بخش هانتینگدان، پنسیلوانیا (به انگلیسی: Allenport, Huntingdon County, Pennsylvania) یک منطقهٔ مسکونی در ایالات متحده آمریکا است که در پنسیلوانیا واقع شده است.

## خصوصیات
الینپورت ۶۴۸ نفر جمعیت دارد و ۱۷۷٫۰۹ متر بالاتر از سطح دریا واقع شده است.